# 郭忠
郭忠（1436年—1487年），字廷臣，直隸廣平府肥鄉縣人，民籍。明朝政治人物。進士出身。

## 生平
順天府鄉試第七名。成化五年（1469年）乙丑科會試第六十九名，殿試登進士第二甲第五十三名，為戶部主事，累遷戶部郎中，出守處州。卒年五十二。

## 家族
曾祖父郭仁美。祖父郭晟，曾任衛經歷。父亲郭謙，曾任永年縣丞。娶梁氏，累封宜人。